# Cicurina riogrande
Espèce
Cicurina riogrande est une espèce d'araignées aranéomorphes de la famille des Cicurinidae.

## Distribution
Cette espèce est endémique du Texas aux États-Unis,. Elle se rencontre dans le comté de Starr.

## Description
La femelle holotype mesure 2,80 mm.

## Systématique et taxinomie
Cette espèce a été décrite par Gertsch et Mulaik en 1940.

## Étymologie
Son nom d'espèce lui a été donné en référence au lieu de sa découverte, Rio Grande City.

## Publication originale
- Chamberlin & Ivie, 1940 : « Agelenid spiders of the genus Cicurina. » Bulletin of the University of Utah, Biological Series, vol. 30, no 18, p. 1-108.